# NGC 918
NGC 918 je spirální galaxie s příčkou a galaxie s aktivním jadrem v souhvězdí Berana. Její zdánlivá jasnost je 12,4m a úhlová velikost 3,5′ × 2,0′. Je vzdálená 71 milionů světelných let, průměr má 70 000 světelných let. Galaxii objevil 11. ledna 1831 John Herschel.

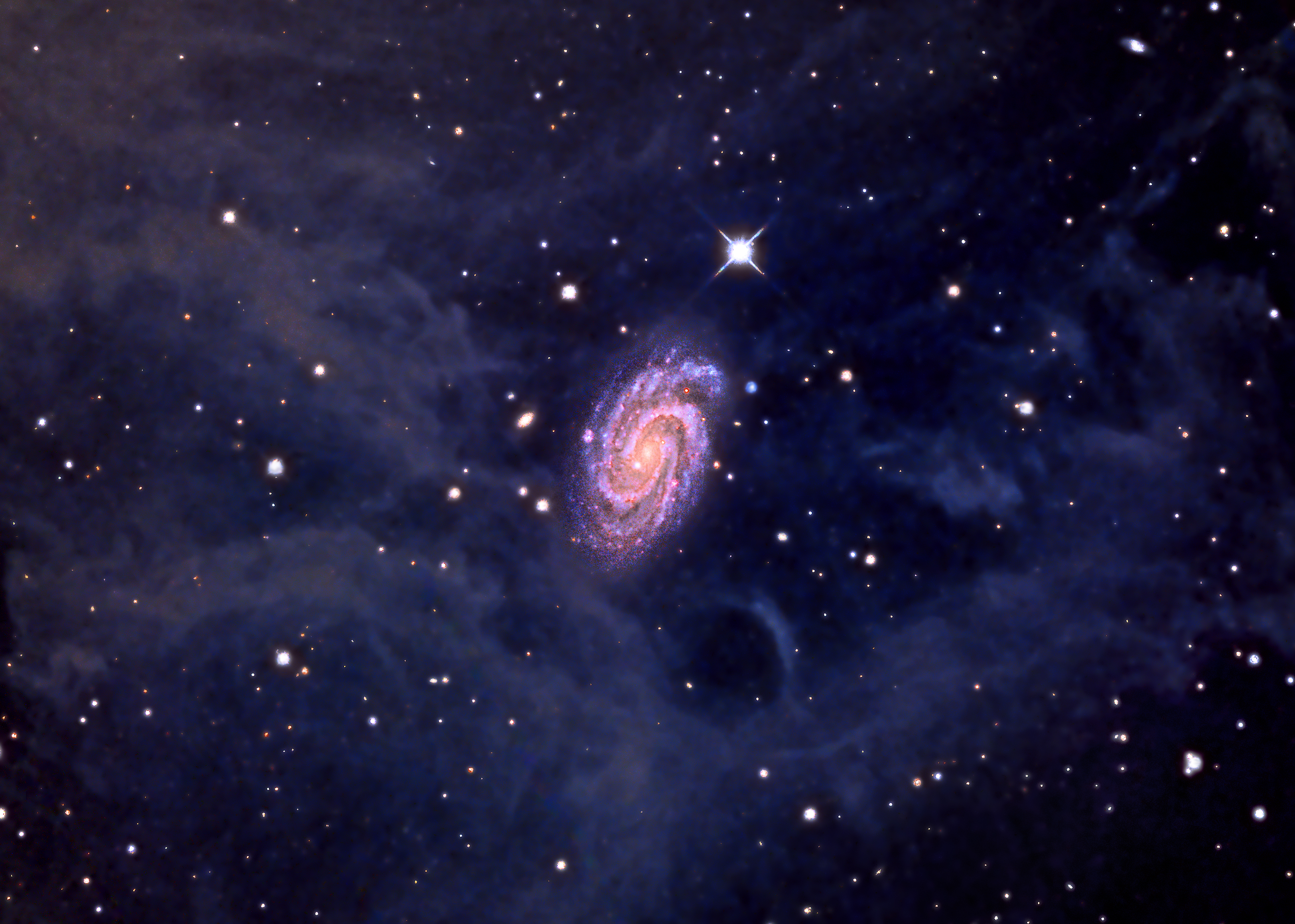
NGC 918, snímek Schulmanova dalekohledu
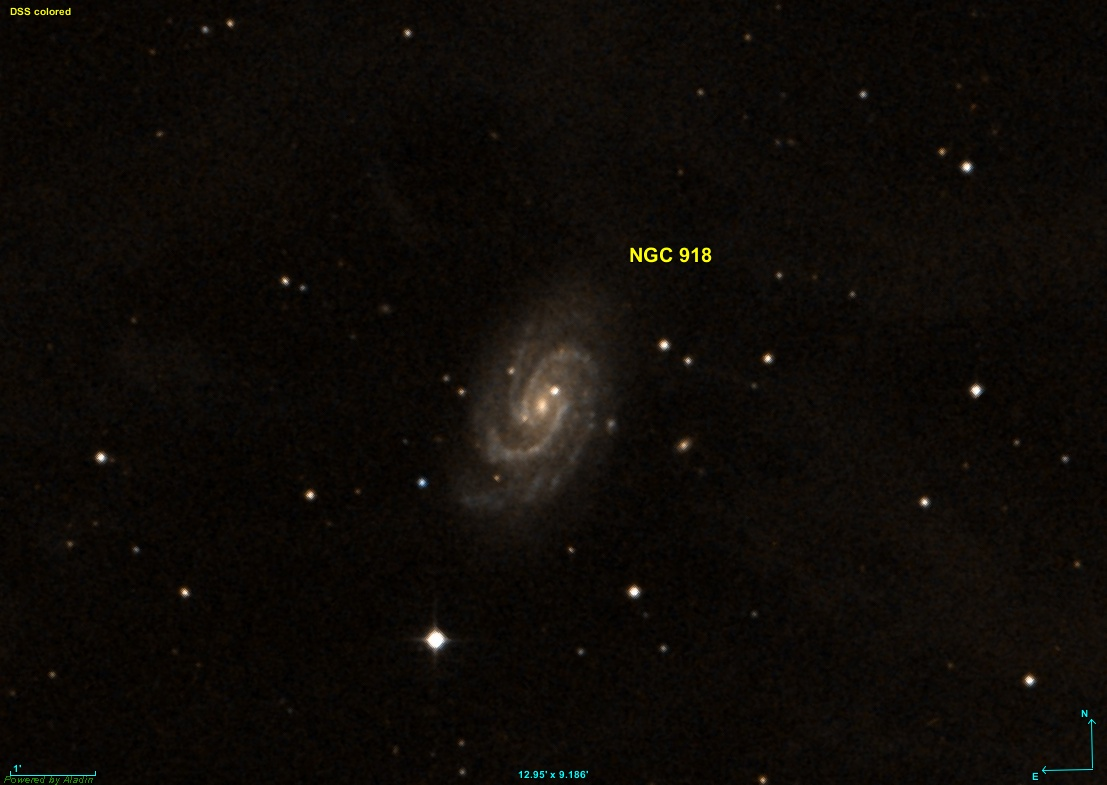
NGC 918